# Taddea Visconti
Taddea Visconti, född 1351, död 1381, var en italiensk aristokrat. Hon var hertiginna av Bayern-Ingolstadt mellan 1375 och 1381 som gift med hertig Stefan III av Bayern-Ingolstadt. 
Hon var dotter till Milanos härskare Bernabò Visconti och Beatrice Regina della Scala. Hon gifte sig 1367 med Stefan III av Bayern-Ingolstadt. 
Taddea Visconti led av dålig hälsa och hemlängtan och trivdes inte i Tyskland. Med sin dåliga hälsa som angiven orsak gjorde hon ständiga hälsoresor till sitt hemland i Italien, ofta i sällskap med sin make och barn. Hon avled i Italien under en av sina sista resor. 